# Rudolf Güngerich
Rudolf Güngerich (* 20. April 1900 in Darmstadt; † 25. Juli 1975 in Würzburg) war ein deutscher Klassischer Philologe.

## Leben
Rudolf Güngerich, der Sohn des Richters Gustav Güngerich (1872–nach 1942), nahm nach der Reifeprüfung am Ersten Weltkrieg teil und studierte anschließend Klassische Philologie an den Universitäten zu Frankfurt am Main, Freiburg im Breisgau, München und Berlin. Nach der Promotion in Freiburg (1927) arbeitete er als Assistent an der Universität Gießen. 1929 wechselte er an die Berliner Universität, wo seine Arbeit durch häufige Krankheit beeinträchtigt war. In der Zeit des Nationalsozialismus lehnte er die herrschende Ideologie ab. So verkehrte er mit dem Latinisten Eduard Norden, für den er ab 1938 Bücher aus der Bibliothek besorgte. Bei einem Dozentenlager im Februar 1938 wurde Güngerich von den Lagerkommandanten mit der Note 3b („unbrauchbar“) bewertet. Dennoch erreichte Güngerich 1939 die Habilitation. Kurz darauf wurde er zum Zweiten Weltkrieg eingezogen.
Nach seiner Rückkehr aus der Gefangenschaft (1946) arbeitete Güngerich für kurze Zeit als Dozent an der Universität Hamburg. Noch im selben Jahr wechselte er an die Universität Münster, wo er seine Habilitation erneuerte und 1951 zum beamteten außerordentlichen Professor ernannt wurde. 1953 wechselte er als ordentlicher Professor an die Universität Würzburg, wo er bis zu seiner Emeritierung (1968) in Lehre und Forschung aktiv war. Seit 1963 wirkte er als Fahnenleser für den Thesaurus Linguae Latinae.
Güngerich beschäftigte sich seit seinem Studium mit antiken Küstenbeschreibungen. Seine Dissertation war eine kritische Edition des lateinisch-griechischen Anaplus Bospori des Dionysios von Byzanz. Daneben veröffentlichte Güngerich einige Rezensionen und Aufsätze sowie den Band Die Küstenbeschreibung in der griechischen Literatur (Orbis antiquus, Heft 4). Sein Alterswerk war ein Kommentar zum Dialogus de oratoribus des Tacitus, der 1980 postum von Heinz Heubner herausgegeben wurde.

## Schriften (Auswahl)
- Dionysii Byzantii Anaplus Bospori. Berlin 1927 (Dissertation). Nachdruck 1958
- Die Küstenbeschreibung in der griechischen Literatur. Münster 1950. 2., unveränderte Auflage 1975
- Kommentar zum Dialogus des Tacitus. Göttingen 1980